# Aeroporto de Jericoacoara
O Aeroporto Regional Comandante Ariston Pessoa (IATA: JJD - ICAO: SBJE) está localizado na Rodovia Estadual CE-085, no município de Cruz, no Ceará, Brasil. Facilita o acesso ao turismo e às indústrias localizadas na região, além do escoamento da produção agrícola. Também encurta significativamente a distância de Fortaleza, a capital, que por terra consome cerca de quatro horas contra até apenas 30 minutos de avião.

## História
É um dos nove aeroportos do estado do Ceará incluídos no PDAR – Plano de Desenvolvimento da Aviação Regional, do Governo Federal, criado em 2012. Começou a ser construído em 2011 e foi concluído em dezembro de 2014. A previsão inicial era de que fosse inaugurado no final de março de 2015, passando a receber voos o mais breve possível, mas a inauguração não se concretizou na data prevista. Uma nova data para o início das operações foi estabelecida para o final do primeiro semestre (junho) de 2016. A companhia aérea Gol, seguida da Azul, foi a primeira a operar no aeroporto marcando sua inauguração, embora outros táxis aéreos de asa fixa e rotativa já estivessem operando esporadicamente.
O aeroporto foi inaugurado em 24 de junho de 2017, com um voo fretado da Gol Linhas Aéreas vindo do Aeroporto de Congonhas. Todo sábado, a empresa realiza este voo fretado em parceria com a CVC Viagens. A Azul realiza voos regulares a partir do Recife e de Campinas. A partir de dezembro de 2017, a Gol voará regularmente, a partir de São Paulo (Congonhas e Guarulhos), LATAM Airlines Brasil faz vôos regulares desde 01 de dezembro, Voepass opera voos para Fortaleza e Parnaiba com ATR-42
O projeto arquitetônico do aeroporto é de autoria do arquiteto e urbanista Francisco Antonio Laprovitera Teixeira.